# Ді-Дабл-Ю
Ді-Дабл-Ю Ста́діум (англ. DW Stadium) — футбольний стадіон у Вігані, Англія. Відкритий 7 серпня 1999 року матчем Другої футбольної ліги Англії між місцевою командою «Віган Атлетик» та «Сканторп Юнайтед», який завершився перемогою господарів 3:0. Початкова назва стадіону — Джей-Джей-Бі (англ. JJB Stadium), надана за ім’ям спонсора команди JJB Sports, головний директор якої, Дейв Вілан, є власником «Віган Атлетик». З 1 серпня 2009 року стадіон носить ім’я компанії-спонсора DW Sports Fitness.
На своїх чотирьох однорівневих трибунах стадіон вміщує 25 128 вболівальників. Рекорд відвудуваності був зареєстрований 11 травня 2008 року під час матчу «Вігана» та «Манчестер Юнайтед», який дозволяв манчестерській команді стати чемпіоном Прем’єр-Ліги 2007—08 у разі перемоги над віганським клубом, і склав 25 133 фанати.
Стадіон двічі потрапляв у конфлікти. Першого разу власник «Віган Атлетик», Дейв Вілан, не сплатив Манчестерській поліції за охорону правопорядку під час матчів. Справу було залагоджено, коли клуб погодився сплатити поліції 300 000 фунтів, 37 000 з яких клубові повернули після апеляції. Другого разу конфлікт виникнув коли «Віган Ворріорз» перенесли свій матч плей-оф проти «Бредфорд Буллз» до міста Вайднез. Дейв Вілан пояснив своє рішення тим, що наступного дня після матчу повинна була відбутися футбольна гра за участю «Віган Атлетик».
Трибуни стадіону мають назви:
- Північна (англ. North Stand), вміщує 5 418 вболівальників;[7]
- Бостонська (англ. The Boston Stand), географічно східна, вміщує 8 238 вболівальників;[7]
- Південна (англ. South Stand), вміщує 5 412 глядачів;[7]
- Спрінґфілдська (англ. The Springfield Stand), географічно західна, вміщує 6100 глядачів.[7]